# Tit (Adrar)
Tit (în arabă تيت) este o comună din provincia Adrar, Algeria.
Populația comunei este de 4.417 locuitori (2008).